# Yoshihiro Katayama

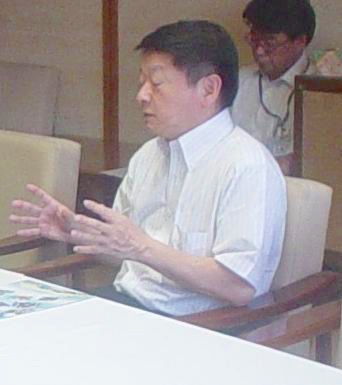
Yoshihiro Katayama

Yoshihiro Katayama (jap. 片山 善博, Katayama Yoshihiro; * 29. Juli 1951 in Seto (heute: Okayama), Präfektur Okayama) ist ein parteiloser japanischer Politiker. Von 1999 bis 2007 war er Gouverneur von Tottori, von September 2010 bis September 2011 Minister für Innere Angelegenheiten und Kommunikation.
Katayama wurde 1974 nach seinem Rechtsstudium an der Universität Tokio Beamter im „Ministerium für Selbstverwaltung“, für das er erstmals 1980 in der Präfekturverwaltung von Tottori tätig war und vorübergehend unter anderem im nationalen Finanzamt und der Behörde für Staatsland arbeitete. 1998 verließ er das Ministerium und wechselte in die Politik.
Bei der Gouverneurswahl in Tottori 1999 bewarb sich Katayama um die Nachfolge von Yūji Nishio. Er gewann die Wahl und setzte Reformen wie die Veröffentlichung von Dokumenten über bisher geheime Fonds der Präfekturpolizei durch, setzte sich für die Reduzierung von durch die Zentralregierung finanzierte Großprojekte ein und forderte das Kommunalwahlrecht für Ausländer. In seine erste Amtszeit fiel außerdem das „West-Tottori-Erdbeben“ (Tottori-ken-seibu-jishin), in dessen Folge er einen Unterstützungsfonds für ältere Obdachlose einrichtete und sich für zentralstaatlich finanzierten Wiederaufbau von Wohnungen einsetzte. Ähnlich wie Yasuo Tanaka, von 2000 bis 2006 Gouverneur von Nagano, wurde Katayama für seine Reformagenda gelobt, aber auch für seinen tendenziell autokratischen Führungsstil kritisiert. Nach zwei Amtszeiten – 2003 wurde er mangels Gegenkandidat ohne Abstimmung bestätigt – kandidierte er bei der Wahl 2007 nicht mehr, sein Nachfolger wurde Shinji Hirai, von 2001 bis 2005 Vizegouverneur unter Katayama.
2007 wurde Katayama Professor an der Keiō-Universität, außerdem war er außerordentlicher Professor an der Universität Tottori. Nach der Regierungsübernahme der Demokratischen Partei in Tokio 2009 wurde er Mitglied der neu geschaffenen „Konferenz zur Erneuerung der Verwaltung“ (gyōsei sasshin kaigi; engl. Government Revitalization Unit), die einzelne Haushaltsposten der Zentralregierung einer öffentlichen Überprüfung unterzieht. Im September 2010 berief ihn Premierminister Naoto Kan als Minister für Innere Angelegenheiten und Kommunikation und Staatsminister für die „Beförderung der Souveränität der Regionen“ (chiiki shuken suishin) in  sein umgebildetes Kabinett. Nach der Ablösung Kans durch Yoshihiko Noda fand keine Berücksichtigung für dessen Kabinett vom 2. September 2011.